# ニール・バーガー
ニール・バーガー（Neil Burger）は、アメリカ合衆国の映画監督。コネチカット州出身。

## 略歴
イェール大学では美術を専攻。卒業後から映画制作を始める。2002年に『Interview with an Assassin』で映画監督デビューを果たし、ウッドストック映画祭で受賞、インディペンデント・スピリット賞にノミネートされた。2006年公開の『幻影師アイゼンハイム』でも再びインディペンデント・スピリット賞にノミネートされた。
2009年、『フランケンシュタインの花嫁』のリメイクを手がけることが発表された。

## 監督作品
- Interview with the Assassin (2002)　監督・脚本
- 幻影師アイゼンハイム The Illusionist (2006)　監督・脚本
- それぞれの空に The Lucky Ones (2008)　監督・製作・脚本
- リミットレス Limitless (2011)　監督
- ダイバージェント Divergent (2014) 監督
- 人生の動かし方 The Upside (2017) 監督
- ヴォイジャー Voyagers (2021) 監督・製作・脚本

## 参照
1. ↑  June 16, 2009 in Remakes. “Bride of Frankenstein comes to life-The Hollywood Reporter: Risky Business”.   Riskybusinessblog.com. 2009年6月20日時点のオリジナルよりアーカイブ。2009年6月17日閲覧。